# Vittorio Zoppi
Vittorio Zoppi (Cassine, 25 dicembre 1819 – Alessandria, 23 novembre 1907) è stato un prefetto e politico italiano.

## Biografia
Laureatosi in Giurisprudenza all'Università degli Studi di Torino, Vittorio Zoppi intraprese la carriera prefettizia. Dopo la proclamazione dello Stato unitario, fu prefetto di Salerno (1861-62), Messina (1862-65), Brescia (1865-67) e per due volte a Torino (1867 e 1871-76), sino al pensionamento (1867). Il 15 novembre 1871 fu nominato Senatore del Regno da Vittorio Emanuele II.
Ha intrapreso la carriera politica anche a livello locale, essendo stato consigliere comunale (1877-85), provinciale (1879-82) e assessore facente funzioni (1879-83) di Alessandria. Suo figlio Ottavio, generale di corpo d'armata, è stato parimenti Senatore del Regno (1933-46), mentre l'omonimo nipote Vittorio intraprese la carriera diplomatica e fu Segretario generale del Ministero degli Affari Esteri (1948-54) della Repubblica.